# Zgornje Pirniče
Zgornje Pirniče – wieś w Słowenii, w gminie Medvode. W 2018 roku liczyła 1354 mieszkańców.